# Gillian Welch
Gillian Welch (New York, 2 ottobre 1967) è una cantautrice statunitense.

## Biografia
Figlia di una matricola al college fu adottata da Ken e Mitzie Welch coppia di agenti dello spettacolo. Quando la bambina aveva tre anni la famiglia si trasferì a Los Angeles.
Si laureò in fotografia all'Università di Santa Cruz per poi trasferirsi a Boston dove frequentò il Berklee College of Music.
Nel 2000 fu produttore associato e cantante in 2 brani nella colonna sonora del film Fratello, dove sei premiato con il Grammy come miglior album del 2002.
A seguito del successo riscontrato pubblica il suo terzo lavoro Time (The Revelator) con la collaborazione del fidato chitarrista David Rawlings e composto da scarne ballate rock interpretate però in chiave esclusivamente acustica.
Nel 2003 è la volta di Soul Journey sempre per Acony Records, mentre bisogna aspettare il 2011 per un nuovo lavoro The Harrow & the Harvest, che ottiene ottime recensioni dalla critica di settore.

## Discografia

### Album
- 1996 - Revival (Almo Sounds)
- 1998 - Hell Among the Yearlings (Acony Records)
- 2001 - Time (The Revelator)
- 2003 - Soul Journey
- 2011 - The Harrow & The Harvest
- 2016 - Boots No 1: The Official Revival Bootleg
- 2024 - Woodland